# Prostituzione in Birmania
La prostituzione in Birmania (attualmente denominata Myanmar) è ufficialmente illegale ma, nonostante ciò è a tutt'oggi un grave problema sociale, che colpisce soprattutto giovani donne e bambini.
Il paese è una delle principali fonti di prostitute che vengono indirizzate verso la Thailandia, la maggior parte di queste si stabiliscono poi a Ranong, città nei pressi del confine a sud, e nel distretto di Mae Sai, che è situata invece sulla punta settentrionale della Thailandia; operatrici del sesso di nazionalità birmana operano anche nella provincia cinese dello Yunnan e in particolare nella città di confine Ruili.
La maggioranza delle prostitute birmane della Thailandia provengono da minoranze etniche; almeno il 60% hanno meno di 18 anni.. Ma dal paese ha anche origine un vero e proprio traffico di esseri umani, di giovanissime/i costretti a prostituirsi, oltre che in Cina, anche in Bangladesh, Taiwan, India, Malaysia, Corea del Sud, Macao e Giappone; la tratta delle donne a scopo di prostituzione si verifica a partire dai villaggi rurali dell'interno per dirigersi verso i grandi centri urbani, campi militari, cittadine di frontiera o villaggi costieri.
Molte sono le donne che vengono attratte dalla prostituzione dalla promessa di futuri posti di lavoro regolari con possibilità di guadagni nettamente superiori rispetto a quelli che esse, per lo più con bassissimi livelli d'istruzione, potrebbero mai pensare di potersi permettere.
A Yangon la prostituzione si esercita spesso in piccoli alberghi che operano anche come autentici bordelli: la comparsa dei cosiddetti 'saloni di massaggio' ha inizio verso la metà degli anni novanta, con gruppi di minoranze etniche, come i va, a esercitare questo particolare business.: ma i vari night club della città sono frequentati anche da prostitute che lavorano autonomamente.. In tutto il paese l'industria del sesso in generale opera, oltre che in veri e propri bordelli, anche in catene di ristoranti, alberghi e discoteche.
Da quando il ciclone Nargis ha colpito il sud del Paese nel maggio 2008, il numero di prostitute a Yangon è aumentato notevolmente, deprezzando così le tariffe per i servizi sessuali. In tutto il Sudest asiatico la Birmania rimane di gran lunga il paese più economico se ci si vuole assicurare i servizi di una prostituta, eclissando così perfino le scelte e i prezzi del vicino Laos
A Naypyidaw, la nuova capitale dello Stato, è sorto anche un quartiere a luci rosse, con un gran numero di bordelli travestiti principalmente da istituti di bellezza e saloni di massaggio, che attirano soprattutto uomini d'affari e personale militare: circa 70 bordelli, per lo più sotto forma di tende e capanne di bambù, operano su una zona a luci rosse più economica, lungo un tratto di 30 miglia d'autostrada dalla città.

## Terminologia
Le prostitute in birmania sono chiamate con un certo numero di termini differenti: "coloro che fanno passare la fame", "padrona blu" (il blu è il colore indicante la pornografia); nel linguaggio gergale "femmina del pollo" e "fiore profumato della notte".

## Storia
La prostituzione è stata vietata per la prima volta nel 1785, durante il periodo della prima dinastia Konbaung.
La grande depressione degli anni trenta ha causato una disoccupazione senza precedenti, costringendo molte donne dell'allora Birmania britannica a servire sessualmente truppe britanniche e sepoy indiani; secondo alcuni resoconti il paese ha avuto, a causa della risi economica, la più fiorente industria della prostituzione dell'intera India britannica.
La "Child Law", emanata nel 1933 ha alzato l'età del consenso a 16 anni e reso illegale a prostituzione; è un reato permettere consapevolmente a una ragazza minore di 16 anni e che è sotto la propria tutela, a prostituirsi: non è mai esistita invece alcuna proibizione corrispondente nei riguardi dei maschi. La stessa legge considera anche un reato punibile usare bambini per la creazione di materiale pornografico.